# Jens Dobler

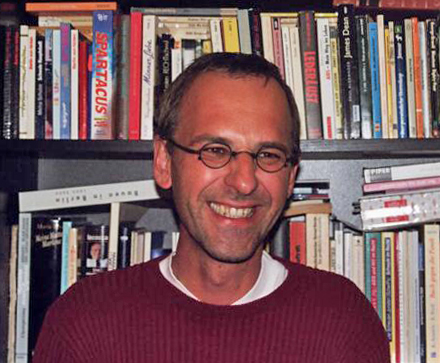
Jens Dobler (2007)

Jens Dobler (* 7. Februar 1965; † 13. September 2024) war ein deutscher Historiker, Autor und Herausgeber.

## Leben
Dobler wuchs in einem Dorf bei Stuttgart auf, seine Eltern betrieben eine Gärtnerei. Er studierte Erziehungswissenschaften, Psychologie und Neuere Geschichte. Seine Studien an der Technischen Universität Berlin schloss er 2008 mit einer Dissertation über die Homosexuellenverfolgung durch die Berliner Polizei von 1848 bis 1933 ab.
Als freier Autor verfasste Dobler unter anderem einen Katalog zur Geschichte der Schwulen in Berlin-Kreuzberg. Zudem war er Mitarbeiter in verschiedenen wissenschaftlichen Vereinen und Gesellschaften. Von 2010 bis 2015 war er Leiter des Archivs sowie der Bibliothek des Schwulen Museums in Berlin und von 2015 bis 2022 leitete er die Polizeihistorische Sammlung im Polizeipräsidium Berlin. Von 2022 bis zu seinem Tod im September 2024 war er wissenschaftlicher Mitarbeiter bei der Magnus-Hirschfeld-Gesellschaft e. V.

## Schriften (unvollständig)
- Jens Dobler (Hrsg.): Schwule, Lesben, Polizei: vom Zwangsverhältnis zur Zweck-Ehe?  Verlag Rosa Winkel, Berlin 1996, ISBN 3-86149-049-8
- Jens Dobler: Von anderen Ufern. Geschichte der Berliner Lesben und Schwulen in Kreuzberg und Friedrichshain, Gmünder Verlag Berlin 2003, ISBN 3-86187-298-6
- Jens Dobler (Hrsg.): Prolegomena zu Magnus Hirschfelds Jahrbuch für sexuelle Zwischenstufen (1899 bis 1923): Register, Editionsgeschichte, Inhaltsbeschreibungen. von Bockel, Hamburg 2004, ISBN 3-932696-53-0
- Jens Dobler: Zwischen Duldungspolitik und Verbrechensbekämpfung: Homosexuellenverfolgung durch die Berliner Polizei von 1848 bis 1933, zugleich Dissertation an der Technischen Universität Berlin 2008, in der Reihe Schriftenreihe der Deutschen Gesellschaft für Polizeigeschichte e. V., Band 6 [fälschlich als Band 1 der Schriftenreihe bezeichnet]. Verlag für Polizeiwissenschaft Lorei, Frankfurt am Main 2008, ISBN 978-3-86676-041-7
- Jens Dobler (Gesamtleitung): Verzaubert in Nord-Ost: die Geschichte der Berliner Lesben und Schwulen in Prenzlauer Berg, Pankow und Weißensee, hrsg. vom Sonntags-Club., Gmünder, Berlin 2009, ISBN 978-3-86787-135-8
- Harold Selowski, Jens Dobler: Die Berliner Kriminalpolizei zwischen 1811 und 1885, hrsg. vom Förderkreis Polizeihistorische Sammlung Berlin e. V. aus Anlass des 200-jährigen Bestehens der Berliner Kriminalpolizei. Förderkreis Polizeihistorische Sammlung Berlin, Berlin 2011
- Bernd-Ulrich Hergemöller (Hrsg.): Mann für Mann: Biographisches Lexikon zur Geschichte von Freundesliebe und mannmännlicher Sexualität im deutschen Sprachraum, mit Beiträgen von Jens Dobler u. a. Lit, Berlin / Münster 2010, ISBN 978-3-643-10693-3
- Jens Dobler zusammen mit Julia Albert, Michele Lindner und Irina Nowak: Großstadtkriminalität: Berliner Kriminalpolizei und Verbrechensbekämpfung 1930–1950. Metropol Verlag, Berlin 2013, ISBN 978-3-86331-152-0
- Jens Dobler zusammen mit Christiane Leidinger und Andreas Pretzel: Persönlichkeiten in Berlin 1825–2006. Erinnerungen an Lesben, Schwule, Bisexuelle und intergeschlechtliche Menschen. Berlin 2015, ISBN 978-3-9816391-3-1
- Jens Dobler (Hrsg.): Das Polizeipräsidium am Molkenmarkt. Berliner Kriminalgeschichten aus dem 19. Jahrhundert. Berlin 2019, ISBN 978-3-8148-0245-9
- Jens Dobler: Polizei und Homosexuelle in der Weimarer Republik. Zur Konstruktion des Sündenbabels. Berlin 2020, ISBN 978-3-86331-519-1
- Jens Dobler: You have never seen a dancer like Voo Doo. Das unglaubliche Leben des Willy Pape. Berlin 2022, ISBN 978-3-96982-046-9

## Ehrungen
- 2014 wurde Jens Dobler der VelsPol-Preis für Gleichstellung und Akzeptanz in der Gesellschaft und besonders in der Polizei verliehen.
- Ehrenmitglied VelsPol Berlin-Brandenburg e. V.[7]